# To His Coy Mistress
To His Coy Mistress is een gedicht van de Engelse dichter en puriteins staatsman Andrew Marvell (1621 - 1678). Niet bekend is wanneer het gedicht geschreven is, en het werd ook niet gepubliceerd tijdens Marvells leven.
Dit liefdesgedicht, eigenlijk een verleidingsgedicht, behoort nog altijd tot de zeer populaire gedichten uit de Engelse literatuurgeschiedenis. De dichter probeert zijn verlegen, bedeesde ('coy') geliefde ertoe te bewegen op korte termijn met hem het bed te delen. Hij doet dit via een korte en zeer logisch klinkende argumentatie, met gebruikmaking van humor en ironie. Marvell wordt gerekend tot de 'groep' van Metaphysical poets, en hij past inderdaad de door hen gebezigde conceits toe in het gedicht.
Het gedicht is ingedeeld in drie delen, waarin de dichter op bondige wijze zijn redenering opbouwt: "Stel dat...", "Maar zo is het niet...", "En dus...".
Het gedicht opent met de beroemd geworden woorden "Had we but world enough and time", waarin wordt gesteld dat als men over het eeuwige leven zou beschikken, men ook alle tijd had om de liefde te doen opbloeien en geen haast hoefde te hebben om het ultieme doel te bereiken.
Het tweede deel toont echter de rauwe werkelijkheid: het leven is kort en als je er nu niet van geniet is het te laat. In het graf heb je niets meer aan je maagdelijkheid (The grave's a fine and private place, But none, I think, do there embrace.)
In het derde deel beoogt de dichter zijn doel zo snel mogelijk te bereiken: nu zijn we nog jong en moeten we van het leven genieten zo lang het nog kan.
In zijn latere gedicht The Garden komt de dichter op hetzelfde thema terug. Alles kan een juiste setting zijn voor geliefden, alles, behalve de tijd.
De Australische dichter en satirist A.D. Hope schreef een scherpzinnig en gevat 'antwoord' van de Coy Mistress aan de heer Marvell (zie externe links).

## Structuur
Het gedicht is geschreven in jambische tetrameter en in coupletten geschikte rijmen. Het eerste deel vanaf "Had we..." is 20 verzen lang, het tweede deel vanaf "But..." bestaat uit 12 verzen en het laatste derde deel vanaf "Now therefore..." uit 14 verzen.